# 田刈屋信号場
田刈屋信号場（たかりやしんごうじょう）とは、かつて富山県富山市田刈屋にあった信号場である。当時単線であった北陸本線と高山本線との分岐点であった。

## 沿革
- 1927年（昭和2年）9月1日：北陸本線富山駅 - 呉羽駅間、飛越線富山駅 - 西富山駅間に田苅屋信号場として開業する[1][2][3]。当信号場は北陸本線と飛越線の分岐点であった[1]。
- 1934年（昭和9年）10月25日：飛越線が線路名称改定により高山本線となる[4]。
- 1935年（昭和10年）6月10日：北陸本線富山駅 - 当信号場 - 呉羽駅間及び高山本線当信号場 - 西富山駅間において単線自動閉塞式を採用し、当信号場を富山駅からの遠隔制禦とする[5]。
- 1948年（昭和23年）2月13日：田苅屋信号場を田刈屋信号場と改称する[1][3]。
- 1956年（昭和31年）11月19日：田刈屋信号場を廃止する[1][3]。
- 1959年（昭和34年）11月：新神通川橋梁の供用を開始する[6]。同橋梁は富山駅 - 田刈屋間の北陸本線と高山本線の線路分離のために、単線並列による複線で建設されたものであった[7]。これにより北陸本線と高山本線との二重戸籍区間が解消。

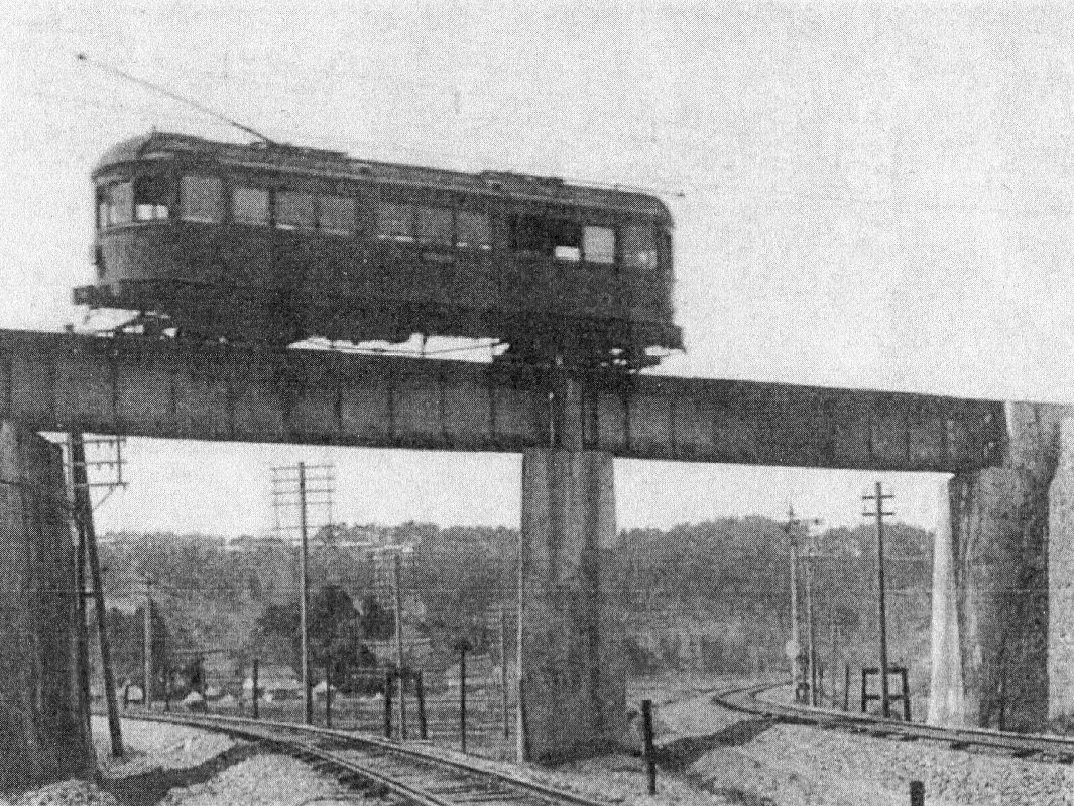
写真左に分岐するのは飛越線、右に分岐しているのは北陸本線であり、田刈屋信号場はその分岐点であった。上に交叉しているのは越中鉄道の田刈屋鉄橋。

## 隣の駅
日本国有鉄道
北陸本線
呉羽駅 - 田刈屋信号場 - 富山駅
高山本線
西富山駅 - 田刈屋信号場 - 富山駅
- 富山駅 - 田刈屋信号場間は北陸本線と高山本線との二重戸籍区間であった。